# فلدباخ
فلدباخ (به آلمانی: Feldbach) یک شهر است. فلدباخ ۶۷٬۳۰ کیلومتر مربع مساحت دارد ۲۸۲ متر بالاتر از سطح دریا واقع شده‌است.

## خواهرخوانده
شهرهای ادلسدراف، باواریا و شیکلوش خواهرخوانده‌های فلدباخ هستند.